# La Gaceta Literaria

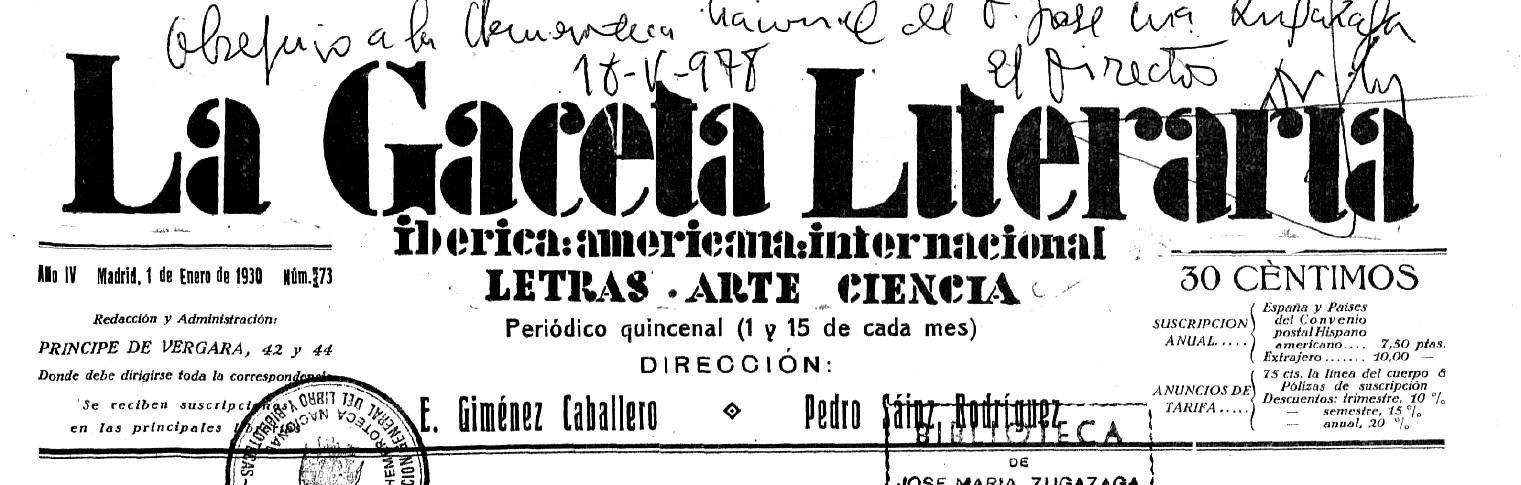
Titelkopf der Ausgabe 73 von 1930

La Gaceta Literaria (spanisch für: Die Literaturzeitung) war eine spanische Kulturzeitschrift, die von 1927 bis 1932 erschien und von großer Bedeutung für das intellektuelle Leben Spaniens war. Sie wurde von Ernesto Giménez Caballero gegründet und geleitet. Zwischen dem 1. Januar 1927 und dem 1. Mai 1932 erschienen insgesamt 123 Ausgaben im zweiwöchigen Rhythmus.
Die Zeitschrift war ein wichtiges Organ junger Autoren der sogenannten Generation von 1927; alle namhaften Dichter und Kritiker dieser Bewegung arbeiteten an ihr mit, z. B. Luis Buñuel, Cesar M. Arconada, Rafael Alberti, Sebastià Gasch, Benjamin Jarnés, Luis Gómez Mesa, Guillermo de Torre, Ramiro Ledesma Ramos, Luis Araquistáin, Melchor Fernández Almagro, Ramón Gómez de la Serna, Pedro Sainz Rodríguez, Juan Chabás, José Moreno Villa, José Bergamin, Enrique Lafuente Ferrari, Salvador Dalí und Federico García Lorca.

## Quelle
- Kurt Schnelle: La Gaceta Literaria. In: Herbert Greiner-Mai (Hg.): Kleines Wörterbuch der Weltliteratur. VEB Bibliographisches Institut Leipzig 1983. S. 160.